# Angelo Rotta
Angelo Rotta (Milano, 9 agosto 1872 – Città del Vaticano, 1º febbraio 1965) è stato un arcivescovo cattolico e nunzio apostolico italiano.
È stato riconosciuto Giusto tra le Nazioni dallo Yad Vashem per il suo eccezionale impegno nel sottrarre gli ebrei all'Olocausto perpetrato dai nazisti.

## Biografia
Dopo una prima formazione nei Seminari della diocesi di Milano, viene inviato a Roma per completare gli studi. Alunno dell'allora Pontificio Seminario dell'Alta Italia, in seguito conosciuto come Pontificio Seminario Lombardo, ha modo di ottenere il dottorato in filosofia e in teologia presso l'Università Gregoriana. È infine ordinato sacerdote il 10 febbraio 1895 dal card. Andrea Carlo Ferrari.
Inizia il suo ministero come insegnante presso il collegio arcivescovile di Gorla Minore, ma ben presto è chiamato come professore di Teologia dogmatica nel Seminario di Mantova, su invito del patriarca di Venezia, Card. Giuseppe Sarto – futuro Pio X – che in quel periodo è ancora amministratore di quella diocesi. Nel 1897 rientra nella diocesi ambrosiana e fino al 1904 è docente di teologia dogmatica generale e di morale generale presso il Seminario Maggiore, nella storica sede in Corso Venezia.
Nel 1904 torna a Roma come rettore del Seminario Lombardo, incarico che conserva per sette anni: l'11 novembre 1911 è infatti chiamato tra i consultori della Congregazione del Concilio e nominato aiutante di studio della Sacra Congregazione dell'Indice, che di lì a pochi anni sarebbe confluita in quella del Sant'Uffizio. Ciò nonostante, conserva un rapporto di collaborazione con il Seminario Lombardo, dove nel 1920, trovandosi a sostituire il rettore Ettore Baranzini, avrebbe accolto il giovane Giovanni Battista Montini.
Il 30 novembre 1914 diviene cameriere segreto soprannumerario e il 3 novembre 1917 prelato domestico. Nel frattempo entra a far parte del capitolo vaticano, prima quale coadiutore, quindi come canonico della basilica di San Pietro e protonotario apostolico soprannumerario. Il nuovo papa Pio XI il 12 ottobre 1922 lo elegge arcivescovo titolare di Tebe, nominandolo contemporaneamente internunzio apostolico in America Centrale, con giurisdizione su Costa Rica, Nicaragua, Honduras, El Salvador e, dall'anno successivo, anche su Panama.
Viene consacrato arcivescovo il 1º novembre 1922 dal cardinale segretario di Stato Pietro Gasparri, coadiuvato da Jules Tiberghien, arcivescovo titolare di Nicea e canonico lateranense, e da Carlo Cremonesi, arcivescovo titolare di Nicomedia ed elemosiniere segreto. Il 6 giugno 1925 viene inviato a Costantinopoli quale delegato apostolico ed amministratore apostolico di quel vicariato apostolico.
Il 20 marzo 1930 succede a Cesare Orsenigo come nunzio apostolico in Ungheria, ove rimane, nei difficili e dolorosi anni della seconda guerra mondiale, fino al 6 aprile 1945. Continua poi a collaborare, fino al 1957, con la Segreteria di Stato e partecipa, nonostante l'età avanzata, alle prime due sessioni del Concilio Ecumenico Vaticano II.
Novantaduenne, muore in Vaticano all'inizio del febbraio 1965. Secondo le sue disposizioni testamentarie, viene sepolto a Venegono Inferiore, presso il Seminario arcivescovile di Milano.

## L'impegno per la salvezza degli ebrei
Il 20 marzo 1930 venne nominato nunzio apostolico in Ungheria, a Budapest. Durante la seconda guerra mondiale, e in particolar modo tra il 1944 e il 1945, Monsignor Rotta non solo elevò proteste contro la deportazione degli ebrei, ma si attivò in modo concreto per assicurare la salvezza degli ebrei perseguitati, unendosi agli sforzi compiuti con gli stessi mezzi e gli stessi obiettivi dal diplomatico svedese Raoul Wallenberg e dall'italiano Giorgio Perlasca (facente funzioni di addetto all'ambasciata spagnola).
L'impegno di Rotta lo vide fautore di diverse misure eccezionali, che inclusero la distribuzione di ben quindicimila carte di protezione, che ponevano i relativi portatori direttamente sotto la protezione dello Stato della Città del Vaticano, oltre alla produzione di innumerevoli falsi certificati di battesimo, tesi a salvare i titolari dal lavoro forzato loro imposto dalle autorità collaborazioniste e dai nazisti. Di particolare rilievo fu, tuttavia, la creazione di una intera rete costituita da numerose "case protette" le quali, godendo di extraterritorialità, costituirono un rifugio per centinaia di ebrei ricercati e minacciati di morte dai nazisti, questi ultimi guidati personalmente da Adolf Eichmann e dai fascisti ungheresi aderenti al movimento delle "Croci Frecciate".

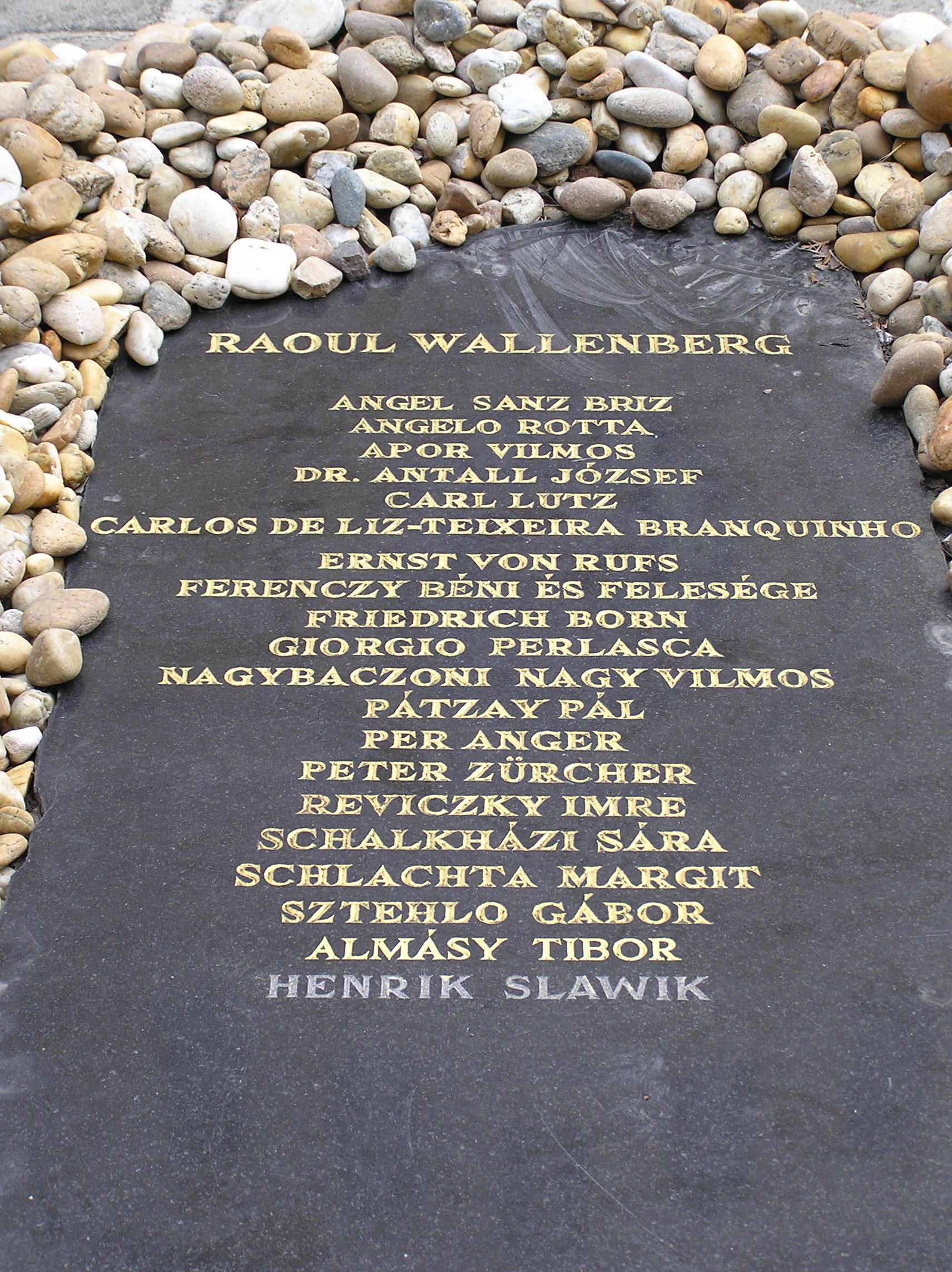
Il memoriale dei giusti nel Parco commemorativo dell'Olocausto dove appare, terzo nella lista, anche il nome di Angelo Rotta.

Secondo la testimonianza oculare di Rafael Maria Stern, un ebreo ungherese poi deportato ad Auschwitz e successivamente emigrato in Israele, Angelo Rotta ospitò diversi ebrei direttamente nella Nunziatura e, in una occasione, si rese protagonista di un gesto eroico: personalmente presente presso la stazione ferroviaria, interpose la propria persona fisicamente per impedire temporaneamente la partenza di un convoglio di vagoni piombati carichi di deportati ebrei avviati allo sterminio. Distribuiti sul posto i passaporti vaticani che recava con sé ai prigionieri, ottenne il rilascio immediato di un centinaio di persone prima che il treno ripartisse. 
Alla fine della guerra, con il passaggio dell'Ungheria al blocco sovietico, Rotta dovette lasciare la nunziatura (che rimase vacante fino al 1990). Lasciati gli impegni diplomatici, prestò servizio presso la Curia romana sino all'età di oltre 84 anni, ritirandosi dalle attività pubbliche nel 1957. Morì, novantaduenne, in Vaticano, il 1º febbraio 1965. A Budapest, sull'edificio che durante la guerra ospitava la Nunziatura apostolica, in piazza Dísz, una lapide commemorativa ricorda la memoria del suo impegno umanitario.

## Onorificenze
- Giusto tra le Nazioni (Israele)

## Genealogia episcopale e successione apostolica
La genealogia episcopale è:
- Cardinale Scipione Rebiba
- Cardinale Giulio Antonio Santori
- Cardinale Girolamo Bernerio, O.P.
- Arcivescovo Galeazzo Sanvitale
- Cardinale Ludovico Ludovisi
- Cardinale Luigi Caetani
- Cardinale Ulderico Carpegna
- Cardinale Paluzzo Paluzzi Altieri degli Albertoni
- Papa Benedetto XIII
- Papa Benedetto XIV
- Papa Clemente XIII
- Cardinale Marcantonio Colonna
- Cardinale Giacinto Sigismondo Gerdil, B.
- Cardinale Giulio Maria della Somaglia
- Cardinale Carlo Odescalchi, S.I.
- Vescovo Eugène de Mazenod, O.M.I.
- Cardinale Joseph Hippolyte Guibert, O.M.I.
- Cardinale François-Marie-Benjamin Richard de la Vergne
- Cardinale Pietro Gasparri
- Arcivescovo Angelo Rotta

La successione apostolica è:
- Arcivescovo Giovanni Francesco Filippucci (1927)
- Vescovo Vince Kovács (1940)